# فورست شريف
فورست شريف (1878-1950) (بالإنجليزية: Forrest Shreve)‏ هو عالم نبات أمريكي.